# Rodolfo Federico Carnevale
Rodolfo Carnevale nació el 1º de junio de 1982. Es un director, guionista y productor argentino de cine, teatro y director de actores. En 2012 editó su opera prima #'El Pozo, largometraje que obtuvo varios premios internacionales. Rodolfo obtuvo con su primera película, el premio al mejor Mejor Película, Mejor Director Internacional y Mejor Director de Opera Prima. 

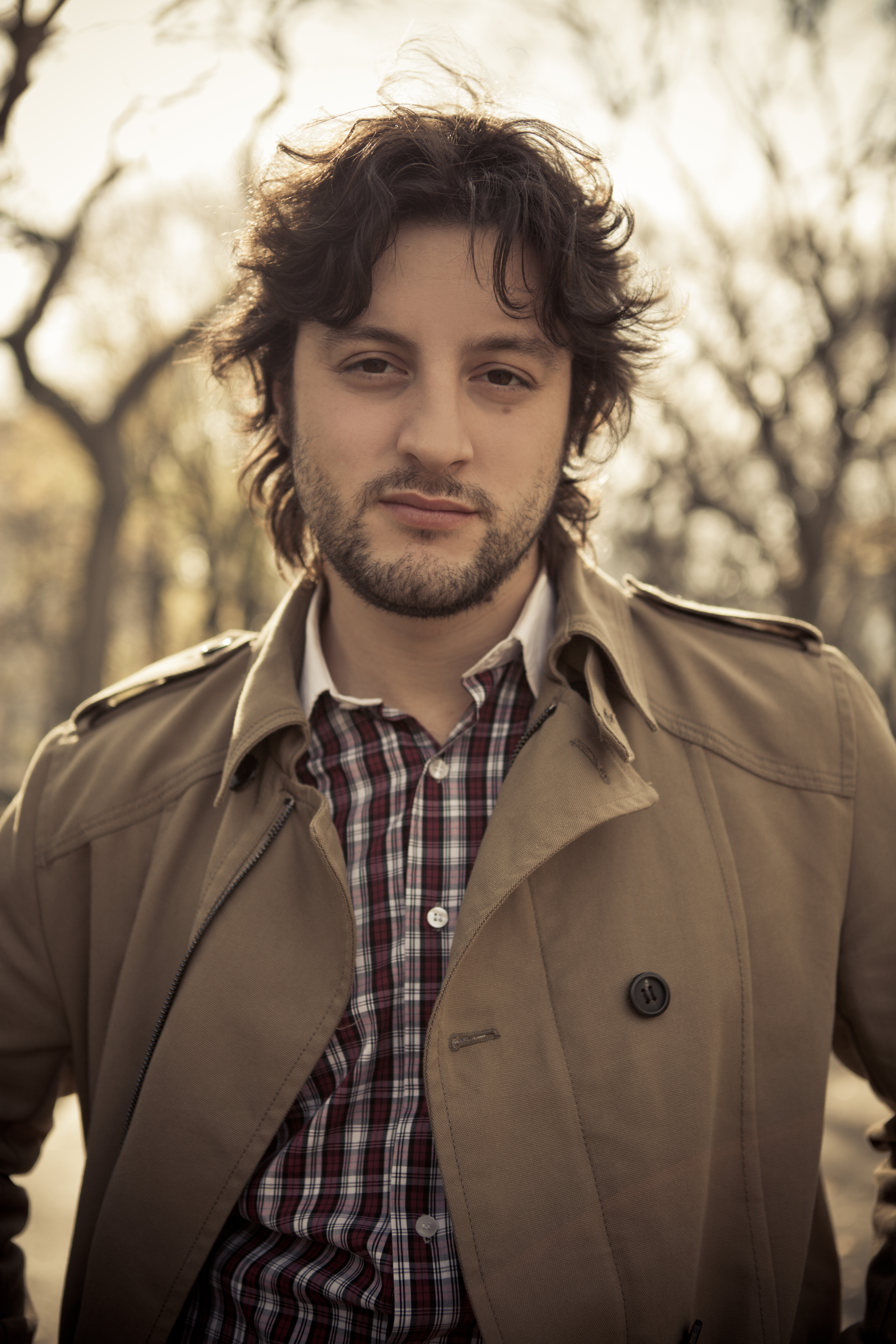
Rodolfo Carnevale. Entrega de premios: New York Independent Film Festival. New York, 2012.

## Premios y nominaciones
| Película           | Premio                           | Entidad                                     | Año  | Resultado |
| ------------------ | -------------------------------- | ------------------------------------------- | ---- | --------- |
| El Pozo            | Mejor Película Extranjera        | New York Independent Film Festival          | 2012 | Ganador   |
| El Pozo            | Mejor Director Internacional     | New York Independent Film Festival          | 2012 | Ganador   |
| El Pozo            | Mejor Director de Opera Prima    | New York Independent Film Festival          | 2012 | Ganador   |
| El Pozo            | Premio al Público Mejor Película | New York Independent Film Festival          | 2012 | Ganador   |
| El Pozo            | Mejor Director Internacional     | MICI Guanajuato México                      | 2013 | Ganador   |
| El Pozo            | Mejor Película Extranjera        | MICI Guanajuato México                      | 2013 | Ganador   |
| El Pozo            | Mejor Director de Opera Prima    | MICI Guanajuato México                      | 2013 | Ganador   |
| El Pozo            | Mejor Película Premio Ute        | Festival de Cine Punta del Este             | 2012 | Ganador   |
| Aporía             | Mejor Director Internacional     | New York Independent Film Festival          | 2009 | Ganador   |
| Aporía             | Mejor Película Internacional     | New York Independent Film Festival          | 2009 | Ganador   |
| Aporía             | Premio al Público Mejor película | New York Independent Film Festival          | 2009 | Ganador   |
| Génesis            | Mejor cortometraje               | New York Independent Film Festival          | 2012 | Ganador   |
| Génesis            | Mejor cortometraje               | Telefe Cortos                               | 2007 | Nominado  |
| A Puertas Cerradas | Mejor Guion                      | Festival Internacional de Cine de la Habana | 2005 | Nominado  |

## Selección oficial en Festivales internacionales
| Película | Festival                                                                                            | País           |
| -------- | --------------------------------------------------------------------------------------------------- | -------------- |
| El Pozo  | Selección Oficial Festival de Shanghái                                                              | China          |
| El Pozo  | Selección Oficial Festival de Beijing                                                               | China          |
| El Pozo  | Selección Oficial Festival de Viña del Mar                                                          | Chile          |
| El Pozo  | Selección Oficial Festival Guadalajara                                                              | México         |
| El Pozo  | Selección Oficial Festival de Punta del Este.                                                       | Uruguay        |
| El Pozo  | Selección Oficial Festival de Cine Ícaro Guatemala                                                  | Guatemala      |
| Aporía   | Declarada obra cinematográfica de interés cultural y académico. (Secretaria de Cultura de La Plata) | Argentina      |
| Aporía   | Selección oficial festival de CANNES                                                                | Francia        |
| Aporía   | Selección oficial festival Cyprus                                                                   | Grecia         |
| Aporía   | Selección oficial festival Guadalajara                                                              | México         |
| Aporía   | Selección oficial festival internacional de Córdoba                                                 | Argentina      |
| Génesis  | New Port Beach Film Festival                                                                        | Estados Unidos |
| Génesis  | GemCity Film Festival Miami                                                                         | Estados Unidos |
| Génesis  | Palm Springs International Film Festival                                                            | Estados Unidos |
| Génesis  | AFI Dallas International Film Festival                                                              | Estados Unidos |

## Distinciones
| Película | Año  | Distinción                         | Entidad                                                           |
| -------- | ---- | ---------------------------------- | ----------------------------------------------------------------- |
| El Pozo  | 2012 | Interés Cultural                   | Secretaría de Cultura y Educación de la Municipalidad de La Plata |
| El Pozo  | 2012 | Interés                            | Secretaria de Cultura de la Prov. de Buenos Aires                 |
| El Pozo  | 2012 | Interés Cultural y Legislativo     | Cámara de Diputados de La Nación Argentina.                       |
| El Pozo  | 2013 | Distinción                         | Embajada Argentina en México                                      |
| El Pozo  | 2013 | Evento Especial Autismo Guatemala  | Guatemala                                                         |
| El Pozo  | 2014 | Día Mundial del Autismo 2 de abril | ONU Naciones Unidas New York USA.                                 |

## Más información
1. Sitio Oficial Rodolfo Carnevale  Archivado el 5 de junio de 2014 en Wayback Machine.